# Casama indeterminata
Casama indeterminata är en fjärilsart som beskrevs av Walker 1865. Casama indeterminata ingår i släktet Casama och familjen tofsspinnare. Inga underarter finns listade i Catalogue of Life.